# レオナルド・カリーリョ・バチストン
レオ・バチストン (Léo Baptistão) ことレオナルド・カリーリョ・バチストン（Leonardo Carrilho Baptistão、1992年8月26日 - ）は、ブラジル・サンパウロ州サントス出身のサッカー選手。UDアルメリア所属。ポジションはフォワード。スペイン国籍とイタリア国籍も保持している。

## 経歴
サンパウロ州・サントスに生まれ、少年時代にはネイマールとともにAAポルトゥゲーサでプレーした。16歳の時にスペインのラーヨ・バジェカーノの下部組織に入団したが、まもなく肝炎を患い、医者の父親が待つ故郷に戻った。スペインサッカー連盟 (RFEF) はレオのラーヨ復帰を認めず、2009-10シーズンはテルセーラ・ディビシオン（4部相当）のCDサン・フェルナンド・デ・エナレスにレンタル移籍した。2011年夏のプレシーズンはラーヨのトップチームに帯同し、バジェカス杯（親善大会）のスポルティング・デ・ヒホン戦でトップチームの試合に出場したが、その試合で鎖骨を負傷した。2011-12シーズンはセグンダ・ディビシオンB（3部相当）のBチームでプレーした。
2012年夏のプレシーズンもラーヨのトップチームに帯同した。8月25日のレアル・ベティス戦 (2-1) で、ニッキー・ビリー・ニールセンと2トップのコンビを組んで公式戦デビュー。2分にドリブルからのクロスでピティの得点をアシストし、62分には決勝点となる得点を挙げる活躍を見せた。夏に就任したばかりのパコ・ヘメス監督の下でレギュラーに定着。9月16日のアトレティコ・マドリード戦 (3-4) でも得点し、10月のRCDエスパニョール戦では2得点を挙げたが、チームに勝ち点をもたらすことはできなかった。11月3日のマラガCF戦 (2-1) ではピティの得点を2アシストし、翌節のセルタ・デ・ビーゴ戦 (3-2) ではシーズン5点目を決めた。11月24日のRCDマヨルカ戦では、87分にミドルシュートで先制点を挙げ、89分にはドリブルからアンドリヤ・デリバシッチにアシストを決める大活躍を見せた。
2013年6月3日、アトレティコ・マドリードへの移籍が決定。しかし、出場機会に恵まれず、2014年1月11日、レアル・ベティスにレンタル移籍した。
2019年1月31日、中国サッカー・スーパーリーグの武漢卓爾足球倶楽部への移籍が発表された。
2021年8月21日、サントスFCに移籍した。
2022年8月11日、プリメーラ・ディビシオンに昇格したUDアルメリアに完全移籍で加入し、4年契約を交わした。

## タイトル

### クラブ
アトレティコ・マドリード
- プリメーラ・ディビシオン : 2013-14

## 個人成績

### クラブでの出場記録
2013年9月15日時点
| クラブ                   | シーズン     | 国内リーグ | 国内リーグ | 国内リーグ | 国内カップ | 国内カップ | 国内カップ | 欧州カップ | 欧州カップ | 欧州カップ | 通算 | 通算 | 通算     |
| クラブ                   | シーズン     | 出場       | 得点       | アシスト   | 出場       | 得点       | アシスト   | 出場       | 得点       | アシスト   | 出場 | 得点 | アシスト |
| ------------------------ | ------------ | ---------- | ---------- | ---------- | ---------- | ---------- | ---------- | ---------- | ---------- | ---------- | ---- | ---- | -------- |
| ラーヨ・バジェカーノB    | 2011-12      | 17         | 4          | 0          | 0          | 0          | 0          | 0          | 0          | 0          | 17   | 4    | 0        |
| ラーヨ・バジェカーノB    | 通算         | 17         | 4          | 0          | 0          | 0          | 0          | 0          | 0          | 0          | 17   | 4    | 0        |
| ラーヨ・バジェカーノ     | 2012-13      | 28         | 7          | 6          | 1          | 0          | 0          | 0          | 0          | 0          | 29   | 7    | 6        |
| ラーヨ・バジェカーノ     | 通算         | 28         | 7          | 6          | 1          | 0          | 0          | 0          | 0          | 0          | 29   | 7    | 6        |
| アトレティコ・マドリード | 2013-14      | 2          | 0          | 1          | 2          | 0          | 0          | 1          | 1          | 0          | 5    | 1    | 1        |
| アトレティコ・マドリード | 通算         | 2          | 0          | 1          | 2          | 0          | 0          | 1          | 1          | 0          | 5    | 1    | 1        |
| キャリア通算             | キャリア通算 | 47         | 11         | 7          | 3          | 0          | 0          | 1          | 1          | 0          | 51   | 12   | 7        |